# Clarence Day
Clarence Shepherd Day, Jr., ou apenas Clarence Day (Nova Iorque, 18 de novembro de 1874 – Nova Iorque, 28 de dezembro de 1935) foi um escritor americano. Ele se graduou na Universidade de Yale em 1896. No ano seguinte, ele passou a trabalhar na Bolsa de Valores de Nova Iorque e se tornou sócio da corretora de ações de seu pai. Em 1898, ele se alistou na marinha americana, mas teve artite incapacitante passou o resto de sua vida como um semi-inválido.
O trabalho mais famoso de Clarence Day é o livro autobiográfico Nossa Vida com Papai (Life with Father, 1935), que apresentava episódios humorísticos da vida de sua família, centrados em seu pai dominador, ocorridos nos anos 1890, em Nova York. 

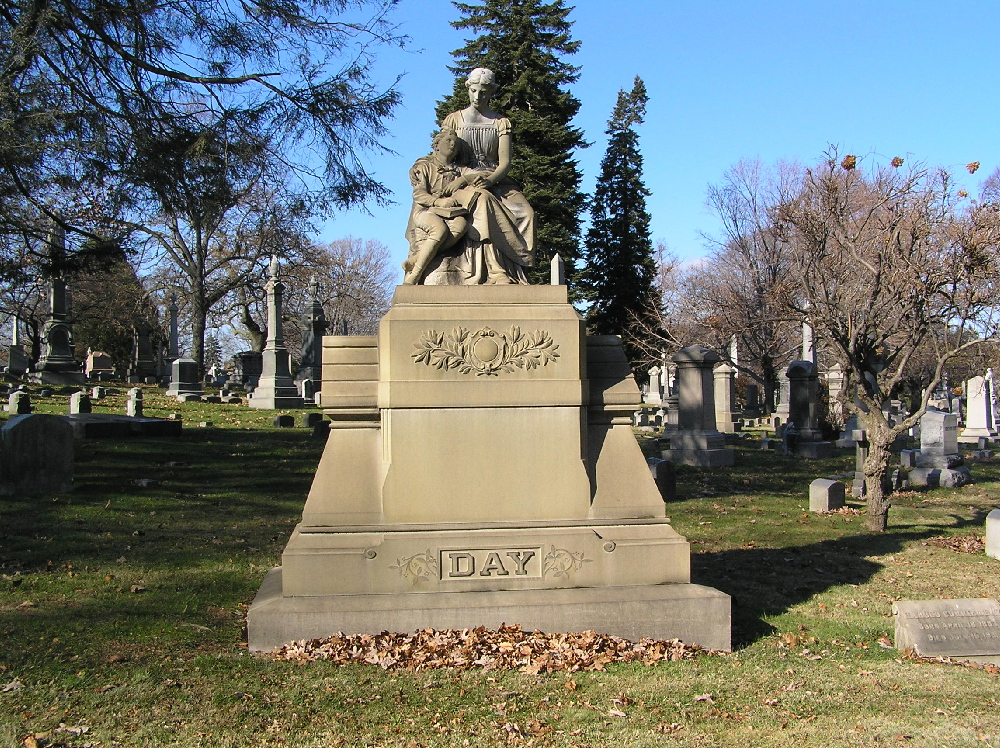
Sepultura no Cemitério de Woodlawn

A peça com o mesmo nome, de Lindsay e Crouse foi criada a partir de cenas deste livro, junto com o livro anterior de 1932, God and my Father (ou "Deus e Meu Pai"), somados com Life with Mother (ou "Vivendo com Mamãe"), livro póstumo de 1937.